# Crataegus pruinosa
Crataegus pruinosa — вид квіткових рослин із родини трояндових (Rosaceae).

## Біоморфологічна характеристика
Це дерево чи кущ 20–70 дм заввишки. Молоді гілочки червонувато-коричневі, 1-річні тьмяні пурпурово-коричневі, 2-річні тьмяно-сірі, старші бліді; колючки на гілочках прямі або злегка вигнуті, 2-річні від темно-пурпурових до блискуче-чорних, зазвичай ± дрібні, 3–5 см; складні колючки на стовбурах присутні. Листки: ніжки листків 50–66% від довжини пластини, рідко залозисті; пластини від кутасто-яйцюватої до яйцюватої, яйцювато-довгастої чи широко ромбічної форми, рідко ± дельтоподібні, 2–6(7) см, основа від широко клиноподібної до зрізаної й до слабко серцеподібної, часток (1)3 або 4 з боків, верхівки часток гострі іноді ± тупі, краї зубчасті, верхівка гостра, поверхні голі, крім var. virella. Суцвіття 5–10-квіткові. Квітки 15–25 мм у діаметрі; чашолистки вузько-трикутні, 5–6 мм; тичинок (10 або)20; пиляки від блідо-рожевого до яскраво-рожевого або тьмяно-пурпурового, іноді кремового забарвлення. Яблука зеленуваті з рожевими або ліловими ділянками, іноді яскраво-малинові або червоні, часто досить кутасті, 10–20 мм у діаметрі, сильно вкриті білуватим нальотом.

## Ареал
Зростає у східній частині США (Арканзас, Коннектикут, Делавер, Джорджія, Айова, Іллінойс, Індіана, Канзас, Кентуккі, Луїзіана, Массачусетс, Меріленд, Мен, Мічиган, Міссурі, Міссісіпі, Північна Кароліна, Нью-Гемпшир, Нью-Джерсі, Нью-Йорк, Огайо, Оклахома, Пенсильванія, Род-Айленд, Теннессі, Вірджинія, Вермонт, Вісконсин, Західна Вірджинія) та в південно-східній частині Канади (Онтаріо, Квебек).

## Використання
Плоди вживають сирими чи приготованими чи сушать. М'якуш товстий, твердий, солодкий, жовтий.
Хоча конкретних згадок про цей вид не було помічено, плоди та квіти багатьох видів глоду добре відомі в трав'яній народній медицині як тонізувальний засіб для серця, і сучасні дослідження підтвердили це використання. Зазвичай його використовують у вигляді чаю чи настоянки.
Деревина роду Crataegus, як правило, має хорошу якість, хоча вона часто занадто мала, щоб мати велику цінність.